# Sziveket újító bokréta
A Sziveket újító bokréta egy 18. századi magyar versgyűjtemény, mely a Magyar Tudományos Akadémia Régi Magyar Könyvtár című könyvsorozatának 35. köteteként 1914-ben jelent meg nyomtatásban. A kötetet sajtó alá rendezte és jegyzetekkel ellátta Versényi György.

## Ismertetése
Versényi György író, tanár egy nagy, 95 versből álló kéziratos gyűjteményt fedezett fel Kolozsvárt, ennek teljes szövegét adta közre a Régi Magyar Könyvtár 35. kötetében. 
A kötethez írt bevezetőjében közli: „A gyüjteményt Erdélyben írták össze. Az egyes szavak leírása is erre vall. (…) Hogy ki írta e dalokat össze s ki a szerzőjök, nem lehet tudni. A címlap szerint az "egy ifjú" részben feljegyezte, részben maga költötte. Talán az egész könyv másolata egy dalgyűjteménynek. Több kéz írása.” Az egyik, LXXXVIII. számú vers szerző tudatja, hogy 1770-ben Pozsonyban írta, de a másoló ezt is erdélyi kiejtéssel rögzítette. 
Császár Elemér könyvismertetőjében azt írta, hogy a verseket egy „A. D. jegyű költő” írta össze 1780-ban. A személye nem ismert, valószínűleg erdélyi, kolozsvári református főiskolai növendék volt, aki tanulmányai végén külföldi útra készült. Maga a gyűjtemény másolat, de nem ennek a személynek a másolata.
A gyűjtemény egyik része a gyűjtő saját verseiből álló másolat, a másik, nagyobbik rész idegen versek másolata. Vannak köztük ismert költők, főként Faludi Ferenc és Amade László verseinek módosított változatai; vannak népdalszerű motívumok, és nagy számban találhatók benne ismeretlen szerzőjű énekek, melyek a 18. században kéziratos másolatokban terjedtek. Feltűnő a gyűjteményen Amade hatása – közli Császár Elemér. – A gyűjtemény legnagyobb része szerelmes vers, köztük aránylag sok a búcsúzóvers. Könnyedebb, múló hangulatok szólalnak meg bennük, néha dal formájában, máskor elnyújtva, részletezően előadva. Néhány búcsúzó éneken kívül áltatában a rövidebb, dalszerű versek a jobbak, és a tréfás gúnyolódások a lányokkal, a házassággal.
A gyűjtemény irodalomtörténeti jelentőségéből sokat levon, hogy nemcsak a szerzők, hanem a versek eredete is, keletkezési ideje is ismeretlen. Legfeljebb annyit tudunk, hogy az összeíró saját versei nem sokkal korábbiak a másolás événél.
Az elektronikus kiadás bevezetője szerint a gyűjteményt 1770-ben állították össze.